# Simon Fraser
|  | Per a altres significats, vegeu «Simon Fraser, 15è Lord Lovat». |

Simon Fraser (1776 – 1862) va ser un comerciant de pells escocès i un explorador que va cartografiar ran part de l'actual Colúmbia Britànica (B.C.) del Canadà. També va construir el primer assentament europeu a B.C.. Va explorar l'actualment anomenat Riu Fraser. El seu esforç com explorador és en gran part el responsable de l'actual frontera del Canadà amb els Estats Units seguint el paral·lel 49° nord. (després de la Guerra de 1812). Va refusar ser investit cavaller al·legant la seva mala salut

## Llista de topònims i institucions que van rebre el nom de Fraser
- El riu Fraser, nom que David Thompson li va donar a aquest riu en honor de Simon Fraser.
- Llac Fraser.
- Fort Fraser, a l'est del Llac Fraser.
- Simon Fraser University, a Burnaby, Colúmbia Britànica
- El pont Simon Fraser Bridge a Prince George (Colúmbia Britànica) sobre el riu Fraser.
- Nombroses escoles, barris i carreteres